# Maria Nowakowska (1929–2017)
Maria Teresa Nowakowska (ur. 27 maja 1929 w Kępnie, zm. 17 czerwca 2017 w Opolu) – polska chemiczka, specjalizująca się w polimeryzacji i kopolimeryzacji związków winylowych, nauczycielka akademicka, związana z Wyższą Szkołą Pedagogiczną w Opolu (obecnie Uniwersytet Opolski).

## Życiorys
Urodziła się w 1929 roku w Kępnie, w rodzinie nauczycielskiej. W czasie II wojny światowej przebywała wraz z rodzicami w Wieluniu, gdzie uczyła się wraz z rodzeństwem pod kierunkiem ojca. We wrześniu 1945 roku wraz z rodziną przeniosła się do Opola i tu trzy lata później uzyskała świadectwo dojrzałości w Liceum Matematyczno-Fizycznym. W 1954 roku ukończyła studia na Wydziale Chemicznym Politechniki Śląskiej w Gliwicach. Była uczennicą profesorów Władysława Leśniańskiego i Włodzimierza Dahliga.
Bezpośrednio po ukończeniu studiów magisterskich rozpoczęła pracę w Instytucie Syntezy Chemicznej w Gliwicach – Oddział Kędzierzyn (obecnie Instytut Ciężkiej Syntezy Organicznej „Blachownia”, ICSO). Kierowała tam początkowo małym, a potem trzydziestoosobowym zespołem naukowo-badawczym. W 1964 roku jako pierwszy pracownik ICSO uzyskała stopień naukowy doktora, a za jej przykładem zaczęli dokształcać się pozostali pracownicy instytutu. Niedługo potem otrzymała tytuł naukowy doktora habilitowanego, będąc jedną z nielicznych osób, które zdobyły ten tytuł w resortowym instytucie regionalnym.
W 1972 roku przeniosła się do Wyższej Szkoły Pedagogicznej w Opolu, gdzie została zatrudniona jako docent. Ze względu na jej bogate doświadczenie badawcze, powierzono jej dwa lata później kierownictwo Zakładu Technologii Chemicznej w Instytucie Chemii WSP. W latach 1975–1981 pełniła funkcję zastępcy dyrektora tego instytutu. W 1984 roku otrzymała tytuł profesora.
Poza działalnością naukowo-dydaktyczną, brała czynny udział w życiu społeczno-politycznym Opola. Od kwietnia 1980 do sierpnia 1981 roku była przewodniczącą Rady Zakładowej Związku Nauczycielstwa Polskiego w WSP, przyczyniając się do współdziałania członków NSZZ „Solidarność” z członkami związków państwowych. W styczniu 1982 była współzałożycielką Obywatelskiego Komitetu Ocalenia Narodowego w Opolu, a następnie przewodniczyła Wojewódzkiej Radzie Patriotycznego Ruchu Ocalenia Narodowego w Opolu.
W latach 1981–1984 pełniła. jako pierwsza kobieta w WSP, funkcję prorektora ds. naukowych. Sprawowanie tej funkcji było szczególnie ciężkie ze względu na wprowadzenie stanu wojennego w Polsce. Skutecznie broniła wraz z rektorem WSP Marianem Adamusem ludzi pomówionych o szkodzenie państwu. Ma na swoim koncie 120 publikacji naukowych oraz 52 patenty. Jedną z jej wychowanek jest Krystyna Czaja, późniejsza rektor Uniwersytetu Opolskiego. Zmarła w 2017 roku w Opolu i została pochowana na Cmentarzu Komunalnym w Opolu-Półwsi.